# Make
make – program powłoki systemowej automatyzujący i przyspieszający proces kompilacji złożonych programów i bibliotek. Make nadaje się również do innych prac, które wymagają przetwarzania wielu plików zależnych od siebie.

## Opis
Program przetwarza plik reguł Makefile i na tej podstawie stwierdza, które pliki źródłowe wymagają kompilacji. Zaoszczędza to wiele czasu przy tworzeniu programu, ponieważ w wyniku zmiany pliku źródłowego kompilowane są tylko te pliki, które są zależne od tego pliku. Dzięki temu nie ma potrzeby kompilacji całego projektu.

## Implementacje
Istnieje kilka implementacji make jak np.:
- BSD make
- GNU make
- Microsoft make
- Borland make

## Makefile
Makefile to plik reguł dla programu make. Zawiera opis zależności pomiędzy plikami źródłowymi programu. Umożliwia to przetwarzanie tylko tych plików, które się zmieniły od ostatniej kompilacji i plików od nich zależnych. Skraca to znacznie czas generowania pliku wynikowego.
Format pliku różni się w zależności od implementacji programu make, ale podstawowe reguły są takie same dla wszystkich odmian make.
W złożonych projektach informatycznych istnieje zazwyczaj kilka plików reguł, odpowiedzialnych za tworzenie poszczególnych modułów. Plik reguł jest często nazywany Makefile – program make wywołany bez parametrów rozpoczyna przetwarzanie pliku o takiej właśnie nazwie.

### Przykładowy makefile
Poniższa reguła opisuje zależności między plikami:
```
helloworld.o
:
 
helloworld
.
c

    
cc
 
-c
 
helloworld.c
 
-o
 
helloworld.o

```

W pierwszej linii znajduje się informacja, że plik helloworld.o zależy od pliku helloworld.c - czyli jeśli helloworld.c jest nowszy, to program make powinien wykonać polecenie znajdujące się w linii poniżej zależności.
Linia opisująca polecenie musi zaczynać się od znaku tabulacji (inna składnia jest częstym błędem).
Make dla uproszczenia zapisu pozwala na użycie symbolicznych nazw dla plików, przykładowo:
- $@ nazwa pliku wynikowego
- $< nazwa pierwszego pliku od którego zależy wynik
- $? lista wszystkich plików które są nowsze niż wynik.

Powyższy przykład można przepisać:
```
helloworld.o
:
 
helloworld
.
c

    
cc
 
-c
 
$<
 
-o
 
$@

```

Poniżej znajduje się plik makefile, który:
- kompiluje plik źródłowy "helloworld.c"  do pliku obiektowego, a plik obiektowy do wykonywalnego (kompilacja 2 etapowa)
- używa kompilatora C – cc
- Tag PHONY oznacza, że stojąca za nim nazwa nie jest nazwą pliku.

```
helloworld
:
 
helloworld
.
o

    
cc
 
-o
 
$@
 
$<

 

helloworld.o
:
 
helloworld
.
c

    
cc
 
-c
 
-o
 
$@
 
$<

 

.PHONY
:
 
clean

clean
:

    
rm
 
-f
 
helloworld
 
helloworld.o

```